# Hanna Christer-Nilsson
Hanna Christer-Nilsson, född 15 september 1867 i Borlunda församling, död 24 december 1952 i Lunds domkyrkoförsamling, var en svensk läkare och politiker. 
Hon blev 1898 en av Sveriges tidiga kvinnliga läkare. 1918 blev hon andra kvinnan att röstas in i Helsingborgs stadsfullmäktige.